# Ecran tactil

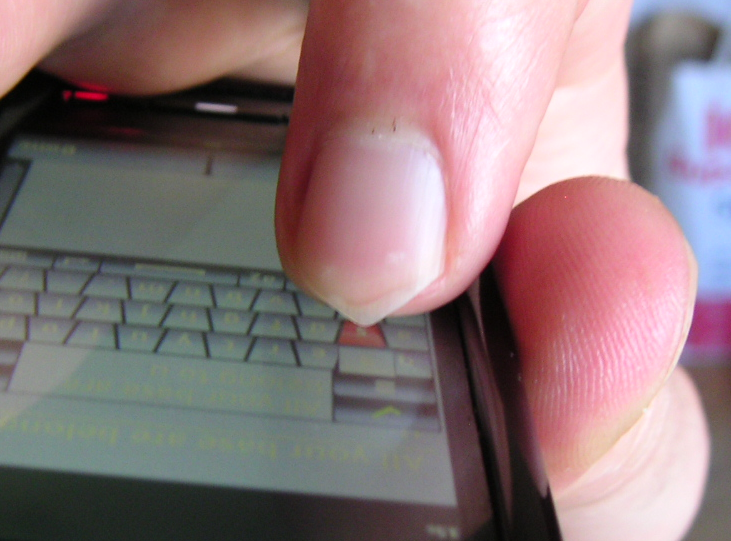
Telefon cu touchscreen sensibil la atingere

Un ecran tactil (denumit și cu anglicismul touchscreen) este un ecran LCD, peste care stă o componentă sensibilă la atingere, prin intermediul căreia se realizează digitalizarea. Există în telefoane, tablet PC și chiar și ecrane (necesită instalarea unui driver).